# 505 Games
505 Games S.p.Aは、ミラノを拠点とするイタリアのコンピュータゲームパブリッシャー。2006年にDigitalBrosの子会社として設立された。

## 歴史
505 Gamesは、2006年にイタリアのミラノでDigital Brosの子会社として設立された。同社は、『クッキングママ』や『ズンバ フィットネス』などのコンピュータゲームで初期の成功を収めた。
2012年4月、THQとアディダス間の訴訟を受けて、505Gamesがフィットネスゲーム『Adidas MiCoach』の販売業務をTHQから引き継いだ。2013年4月には『Drawn To Life』シリーズのライセンスを取得した。この取得にはフランチャイズ全体の権利も含まれている。2014年4月、505 Gamesはアダム・オースが設立したThreeOneZeroとゲーム『Adrift』の販売契約を結んだことを発表した。同作は、プレイヤーが宇宙飛行士を操作して宇宙空間の難破したステーションの残骸を探索する一人称視点の体験と説明されている。2015年1月、505 Gamesはスウェーデンのゲーム開発会社Starbreeze Studiosが開発した複数のアワードで受賞した2013年のゲーム・オブ・ザ・イヤー『ブラザーズ : 2人の息子の物語』の知的財産（IP）権を取得したことを認めた。2015年4月、505 Gamesはスウェーデンのゲーム開発会社Starbreezeと2018年後半に発売された『OverKill's The Walking Dead』の販売契約を結んだことを発表した。一ヶ月後、505 Gameはゲーム開発会社Overkill Softwareと『PAYDAY 2 クライムウェーブ・エディション』の販売契約を発表した。2016年8月、505 GamesはVariable Stateの『Virginia』を販売すると発表した。
2015年3月、505GamesはStarbreeze Studiosの株式を2.67％購入した。2016年1月、505 Gamesは他開発企業のゲームの販売から自社IPの開発に焦点を移すと発表した。2016年10月、505 Gamesは五十嵐孝司を通じて、彼が代表を務めるArtPlay社などが開発する『ブラッドステインド:リチュアル・オブ・ザ・ナイト』に協力することを発表した。2018年6月11日のソニーのE3記者会見で、505Gamesはレメディー・エンターテインメントとの提携により『Control』を販売することを発表した。

## 販売作品
505 Gamesが販売した作品には、『スナイパーエリートIII』『PAYDAY 2』『Assetto Corsa』『ブラザーズ : 2人の息子の物語』『テラリア』『Redout』『How to Survive』『Defense Grid 2』『Deep Black』『Abzû』『Adrift』『Virginia』『Dead by Daylight』と『Control』『DEATH STRANDING』PC版が含まれる。

## 称賛
2015年4月には、505 GamesはMCVアワードでBest Indie Games Labelのタイトルを受賞した。